# Beate Schrott
Beate Schrott (ur. 15 kwietnia 1988 w St. Pölten) – austriacka lekkoatletka specjalizująca się w biegach płotkarskich.
Na początku kariery uprawiała także skok w dal. Jako płotkarka, odpadła w eliminacjach mistrzostw Europy juniorów (2007) i młodzieżowego czempionatu Europy (2009). Bez powodzenia startowała na mistrzostwach Europy na stadionie (2010) i w hali (2011). W 2011 zajęła 7. miejsce na uniwersjadzie w Shenzhen. Siódma zawodniczka halowego czempionatu w Stambule (2012). W tym samym roku zdobyła brązowy medal na mistrzostwach Europy w Helsinkach oraz uplasowała się na 8. lokacie podczas igrzysk olimpijskich w Londynie.
Srebrna medalistka (w drużynie) igrzysk europejskich (2015) – indywidualnie triumfowała w biegu na 100 metrów przez płotki z czasem 13,18.
Wielokrotna mistrzyni i rekordzistka Austrii oraz reprezentantka kraju na drużynowych mistrzostwach Europy i w meczach międzypaństwowych.

## Osiągnięcia
| Rok  | Impreza                                | Miejsce          | Konkurencja                     | Lokata     | Wynik |
| ---- | -------------------------------------- | ---------------- | ------------------------------- | ---------- | ----- |
| 2007 | Mistrzostwa Europy juniorów            | Hengelo          | bieg na 100 metrów przez płotki | eliminacje | 14,16 |
| 2009 | II liga drużynowych mistrzostw Europy  | Bańska Bystrzyca | bieg na 100 metrów przez płotki | 6. miejsce | 13,85 |
| 2009 | II liga drużynowych mistrzostw Europy  | Bańska Bystrzyca | sztafeta 4 × 100 metrów         | 3. miejsce | 45,50 |
| 2009 | Młodzieżowe mistrzostwa Europy         | Kowno            | bieg na 100 metrów przez płotki | półfinał   | 13,48 |
| 2010 | Mistrzostwa Europy                     | Barcelona        | bieg na 100 metrów przez płotki | eliminacje | DQ    |
| 2011 | Halowe mistrzostwa Europy              | Paryż            | bieg na 60 metrów przez płotki  | eliminacje | 8,25  |
| 2011 | II liga drużynowych mistrzostw Europy  | Nowy Sad         | bieg na 100 metrów przez płotki | 2. miejsce | 13,32 |
| 2011 | II liga drużynowych mistrzostw Europy  | Nowy Sad         | sztafeta 4 × 100 metrów         | 3. miejsce | 45,52 |
| 2011 | Uniwersjada                            | Shenzhen         | bieg na 100 metrów przez płotki | 7. miejsce | 13,34 |
| 2011 | Mistrzostwa świata                     | Daegu            | bieg na 100 metrów przez płotki | półfinał   | 13,02 |
| 2012 | Halowe mistrzostwa świata              | Stambuł          | bieg na 60 metrów przez płotki  | 7. miejsce | 8,12  |
| 2012 | Mistrzostwa Europy                     | Helsinki         | bieg na 100 metrów przez płotki | 3. miejsce | 12,98 |
| 2012 | Igrzyska olimpijskie                   | Londyn           | bieg na 100 metrów przez płotki | 8. miejsce | 13,07 |
| 2013 | II liga drużynowych mistrzostw Europy  | Kowno            | sztafeta 4 × 100 metrów         | 3. miejsce | 45,18 |
| 2014 | Halowe mistrzostwa świata              | Sopot            | bieg na 60 metrów przez płotki  | eliminacje | 8,24  |
| 2014 | Mistrzostwa Europy                     | Zurych           | bieg na 100 metrów przez płotki | eliminacje | 13,31 |
| 2015 | III liga drużynowych mistrzostw Europy | Baku             | bieg na 100 metrów przez płotki | 1. miejsce | 13,18 |
| 2015 | Mistrzostwa świata                     | Pekin            | bieg na 100 metrów przez płotki | półfinał   | DNF   |
| 2016 | Mistrzostwa Europy                     | Amsterdam        | bieg na 100 metrów przez płotki | –          | DNS   |
| 2016 | Igrzyska olimpijskie                   | Rio de Janeiro   | bieg na 100 metrów przez płotki | eliminacje | 13,47 |
| 2018 | Halowe mistrzostwa świata              | Birmingham       | bieg na 60 metrów przez płotki  | eliminacje | 8,27  |
| 2018 | Mistrzostwa Europy                     | Berlin           | bieg na 100 metrów przez płotki | półfinał   | 13,23 |
| 2019 | II liga drużynowych mistrzostw Europy  | Varaždin         | bieg na 100 metrów przez płotki | 1. miejsce | 13,36 |
| 2019 | Mistrzostwa świata                     | Doha             | bieg na 100 metrów przez płotki | półfinał   | 13,25 |
| 2021 | Halowe mistrzostwa Europy              | Toruń            | bieg na 60 metrów przez płotki  | półfinał   | 8,17  |

## Rekordy życiowe
- Bieg na 60 metrów przez płotki (hala) – 7,96 (2013) rekord Austrii
- Bieg na 100 metrów przez płotki - 12,82 (2012) rekord Austrii